# Gesetz zur Förderung des elektronischen Rechtsverkehrs mit den Gerichten
Das Gesetz zur Förderung des elektronischen Rechtsverkehrs mit den Gerichten ist ein Artikelgesetz, das 23 Bundesgesetze und andere Rechtsvorschriften der Bundesrepublik Deutschland ändert, insbesondere die Verfahrensordnungen wie die Zivilprozessordnung (ZPO), das Gesetz über das Verfahren in Familiensachen und in den Angelegenheiten der freiwilligen Gerichtsbarkeit (FamFG), das Arbeitsgerichtsgesetz (ArbGG), das Sozialgerichtsgesetz (SGG), die Verwaltungsgerichtsordnung (VwGO) und die Finanzgerichtsordnung (FGO), aber auch beispielsweise die Bundesrechtsanwaltsordnung (BRAO). Nicht erfasst sind die Verfassungs- und die Strafgerichtsbarkeit.
Zudem werden Bund und Länder innerhalb bestimmter Fristen zu Verordnungen über die vorübergehende Fortgeltung alten Rechts ermächtigt. 

## Zustandekommen, Gesetzeszweck und Inhalt
Das Gesetz wurde am 13. Juni 2013 vom Bundestag beschlossen und vom Bundesrat am 5. Juli 2013 gebilligt. Es entstand aus einer Initiative der Bundesregierung. Das Gesetz wurde am 10. Oktober 2013 ausgefertigt und am 16. Oktober 2013 im Bundesgesetzblatt verkündet. 
Es hat zum Ziel, das Potential der jüngeren technischen Entwicklungen mit  gesetzlichen Maßnahmen zur Förderung des elektronischen Rechtsverkehrs auf prozessualem Gebiet zu nutzen, die Zugangshürden für die elektronische Kommunikation mit der Justiz zu senken und das Nutzervertrauen im Umgang mit dem neuen Kommunikationsweg zu stärken. Die Bundesregierung geht davon aus, dass der dafür erforderliche Erfüllungsaufwand die öffentlichen Haushalte nicht belasten, sondern sich durch Einsparungen gegenüber der Kommunikation in Papierform über den Postweg (Porto, Gebühren für Telefaxe) eher verringern werde.
Das Gesetz führt den elektronischen Schriftverkehr von Anwälten und Behörden mit den Gerichten verbindlich ein, indem es die für die Übermittlung und Bearbeitung elektronischer Dokumente erforderlichen rechtlichen Rahmenbedingungen schafft. Es bestimmt als sichere Übermittlungswege beispielsweise die elektronische Kommunikation per De-Mail-Konto und über das elektronische Gerichts- und Verwaltungspostfach (EGVP), die Einführung elektronischer Formulare, die maschinelle Beglaubigung, automatisierte Eingangsbestätigungen und Zustellungen oder die Beweiskraft gescannter öffentlicher Urkunden.
Der Bundesrechtsanwaltskammer kommt durch das Gesetz die Aufgabe zu, jedem Rechtsanwalt bis zum 1. Januar 2016 ein besonderes elektronisches Anwaltspostfach einzurichten. Die Nutzungspflicht elektronischer Dokumente gilt auch für andere vertretungsberechtigte Personen, Notare und Behörden, nicht jedoch für die Bürger.
Während der Regierungsentwurf ursprünglich eine Abschaffung des Empfangsbekenntnisses vorsah und dieses durch eine vom zukünftig einzurichtenden elektronischen Postfach der Anwälte automatisch erstellte Eingangsbestätigung ersetzt werden sollte, wurde im Laufe des Gesetzgebungsverfahrens auf die Kritik der Bundesrechtsanwaltskammer reagiert. Nunmehr ist ein in maschinenlesbarer Form zu übermittelndes elektronisches Empfangsbekenntnis als Ersatz für das bisherige Empfangsbekenntnis vorgesehen.

## Inkrafttreten
Das Gesetz enthält in Art. 26 eine differenzierte Regelung über das Inkrafttreten der einzelnen Bestimmungen. Diese treten vorbehaltlich bestimmter Sonderregelungen am 1. Januar 2018 in Kraft. 
Noch im Oktober 2013 und im Verlauf des Jahres 2014 sind die meisten Änderungen der Zivilprozessordnung in Kraft getreten wie beispielsweise §§ 371a und 371b ZPO zur Beweiskraft elektronischer Dokumente und Urkunden.
Die Nutzungspflicht für elektronische Dokumente tritt zum 1. Januar 2022 in Kraft.
In zahlreichen Pilotprojekten wird der elektronische Rechtsverkehr mit den Bundesgerichten und in den Ländern gegenwärtig erprobt.
Die aufgrund Art. 25 des Gesetzes in der vor dem 1. Januar geltenden Fassung erlassene Elektronischer-Rechtsverkehr-Verordnung regelt seit dem 1. Januar 2018 die Übermittlung elektronischer Dokumente an die Gerichte der Länder und des Bundes sowie die Bearbeitung elektronischer Dokumente durch diese Gerichte (§ 1 ERVV).